# Кафедральный собор Санто-Доминго
Кафедральный собор Санто-Доминго, Кафедральный собор Пресвятой Девы Марии, Кафедральный собор Санта-Мария-ла-Менор, исп. Catedral de Santa María la Menor — католический собор в Санто-Доминго, столице Доминиканской Республики. Кафедральный собор архиепархии Санто-Доминго, возглавляемой кардиналом Николасом де Хесус Лопес Родригесом. Собор имеет почётный статус «малой базилики».
Построенный в 1514—1541 годах, он является старейшим собором в Америке. Возведённый из золотистого кораллового известняка, собор сочетает в своём облике готику и барокко со значительным влиянием платереско, проявляющемся особенно в серебряном алтаре. Исследователи находят в нём влияние архитектуры католической культовых сооружений Сеговии, Севильи, Саламанки: «Те же громадные размеры, простота плана — прямоугольник с едва выступающим объёмом апсиды, средневековая конструкция и статичное внутреннее пространство. Трехнёфная зальная церковь перекрыта стрельчатыми сводами на нервюрах, опирающимися на круглые столбы. Широкий средний нёф одинаковой высоты с боковыми и простые круглые столбы, поддерживающие своды, делают интерьер просторным и ясным». В сокровищнице собора хранятся богатые коллекции резных деревянных статуй, мебели, ювелирных украшений, серебряной посуды.
Согласно некоторым версиям, в соборе покоятся останки Христофора Колумба, памятник которому установлен на площади перед собором.

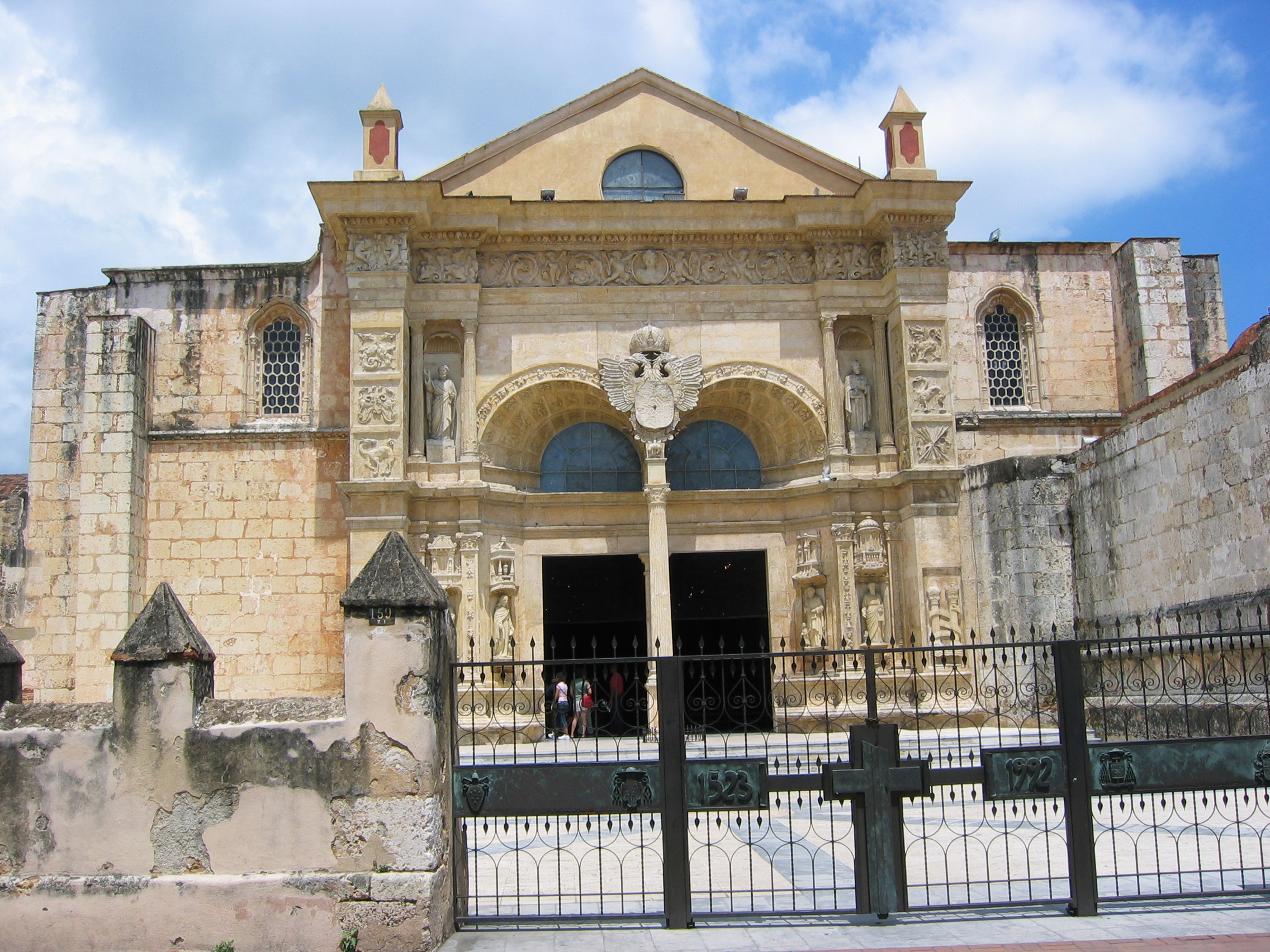
Главный фасад собора
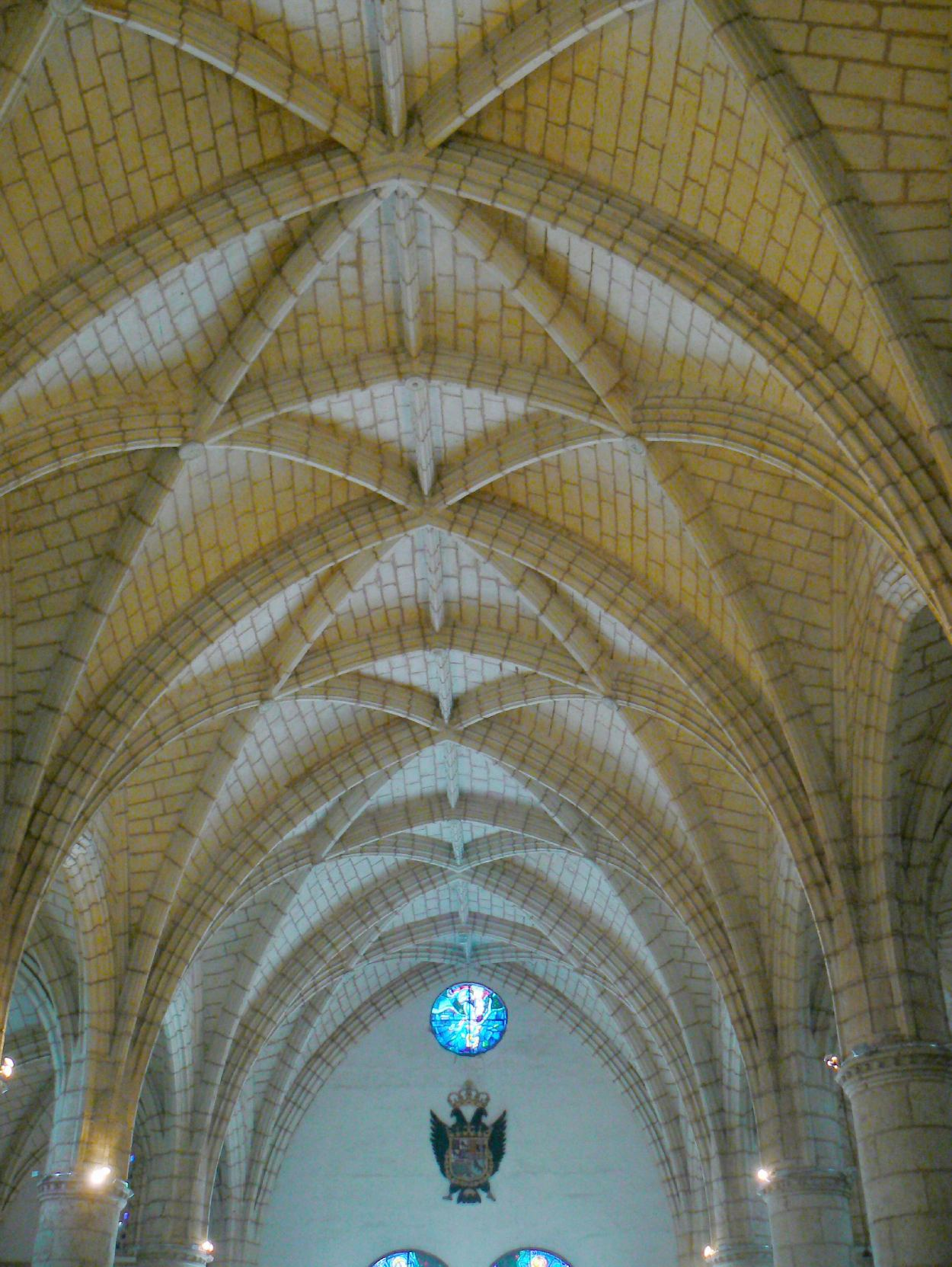
Своды собора
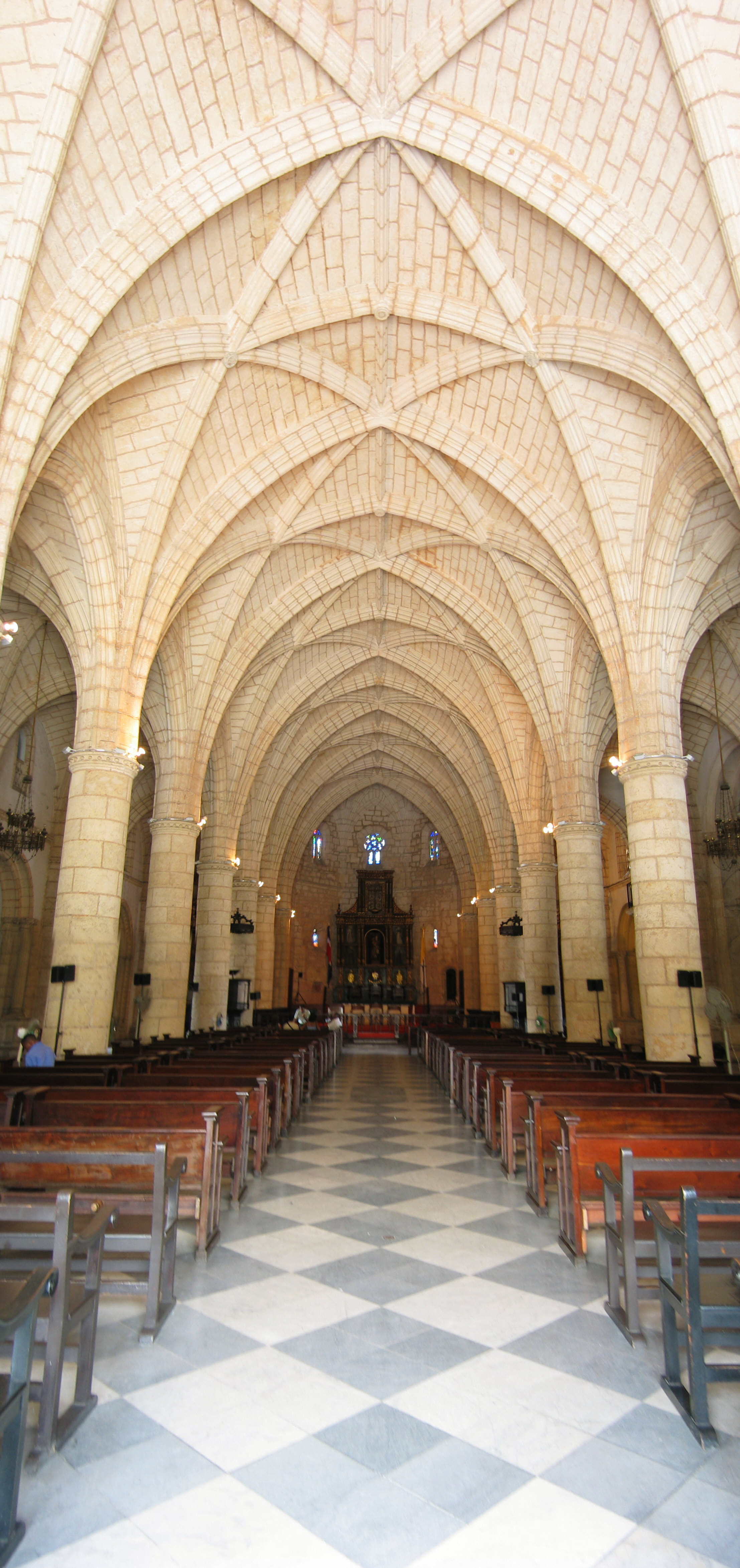
Интерьер
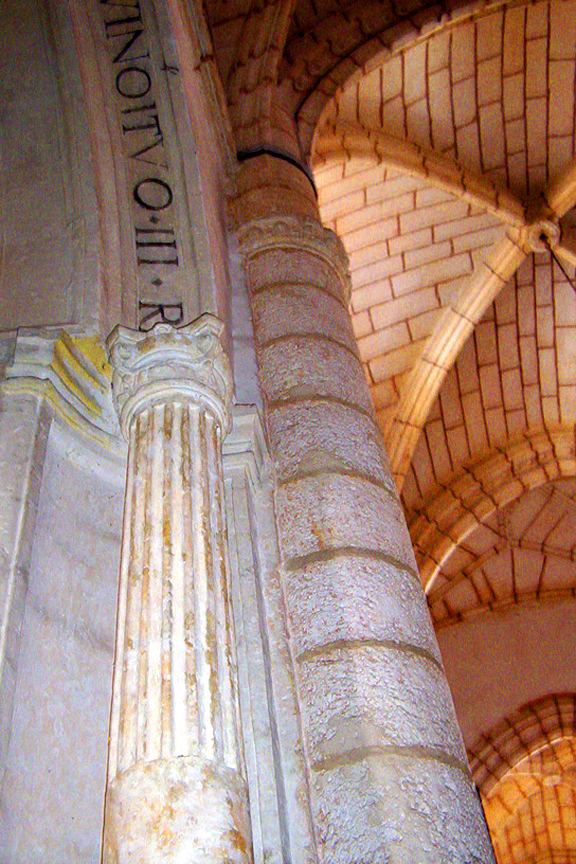
Колонна собора
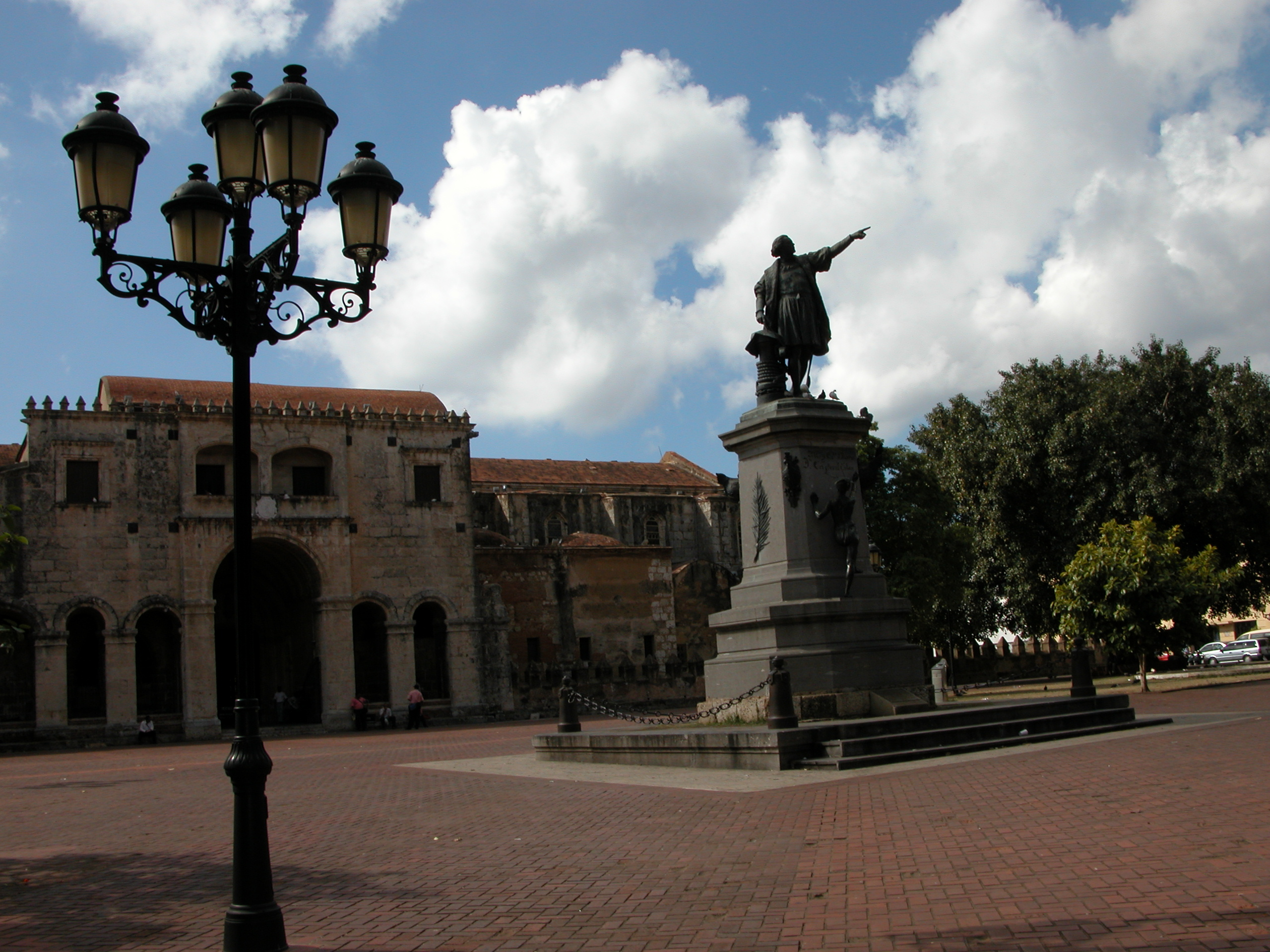
Вид на собор со стороны парка Колумба и памятника Колумбу

В 1990 году в составе колониального города Санто-Доминго собор был включён в список Всемирного наследия ЮНЕСКО. В 200 м к востоку от собора расположена ещё одна составляющая объекта — крепость Осама.